# Smurfkedjan
Smurfkedjan var en ishockeykedja i Brynäs IF bestående av spelarna Ove Molin, Anders Gozzi och Peter Larsson. Formationen spelade under säsongen 1992/1993 och var en bidragande orsak till att Brynäs IF tog SM-guld under samma säsong.
Lagkamraten Tom Bissett var den som kom på namnet "Smurfkedjan". Deras tränare var Tommy Sandlin.